# 李連
李连（740年代?—817年12月20日），唐朝皇子，是唐代宗李豫第六子。他的生母不详。
生年不详，从异母兄李邈和异母弟李迥的生年推测，当在746年至750年之间。大历十年（775年），李连为恩王，没有和兄弟们一样领节度使。元和十二年（817年）十一月初九，李连去世。
关于儿女，仅知他有子景城郡王、大理卿李诲，另有女儿在元和七年（812年），获封县主，得以出嫁。

## 延伸阅读
[在维基数据编辑]
 《舊唐書·卷116》，出自刘昫《舊唐書》